# Milan Rauer
Milan Rauer (* 25. října 1946) je bývalý český hokejový útočník.

## Hokejová kariéra
V československé lize hrál za CHZ Litvínov. Odehrál 2 ligové sezóny, nastoupil ve 31 ligových utkáních a dal 5 ligových gólů. V nižších soutěžích hrál i za TJ Spartak Hradec Králové.

## Klubové statistiky
| Sezona    | Klub                      | Soutěž  | Základní část | Základní část | Základní část | Základní část | Základní část |
| Sezona    | Klub                      | Soutěž  | Z             | G             | A             | B             | TM            |
| --------- | ------------------------- | ------- | ------------- | ------------- | ------------- | ------------- | ------------- |
| 1965/1966 | CHZ Litvínov              | 1. liga | 7             | 3             | 1             | 4             | -             |
| 1966/1967 | CHZ Litvínov              | 1. liga | 24            | 2             | -             | -             | -             |
| 1967/1968 | TJ Spartak Hradec Králové | 2. liga | -             | -             | -             | -             | -             |